# NGC 6738
NGC 6738 је група звезда у сазвежђу Орао која се налази на NGC листи објеката дубоког неба.
Деклинација објекта је + 11° 36' 54" а ректасцензија 19h 1m 20,0s. Привидна величина (магнитуда) објекта NGC 6738 износи 8,3. NGC 6738 је још познат и под ознакама OCL 101.